# Bärenreiter
Bärenreiter (Bärenreiter-Verlag) és una casa editorial de música clàssica alemanya amb seu a Kassel (Hessen). L'empresa va ser fundada per Karl Vötterle (1903–1975) a Augsburg el 1923, i traslladada a Kassel el 1927, on encara manté la seu; també té oficines a Bsilea, Londres, Nova York i Praga. L'empresa actualment està dirigida per Barbara Scheuch-Vötterle i Leonhard Scheuch.
Des de 1951, la prioritat de l'empresa han estat les Noves Edicions Completes de diversos compositors. Són edicions urtext, i cobreix l'obra sencera del compositor seleccionat. La sèrie inclou: J.S. Bach (el Neue Bach-Ausgabe, un projecte desenvolupat conjuntament amb Deutscher Verlag für Musik),
Berlioz, Gluck, Händel, Janáček, Mozart, Rossini, Schubert, Telemann i altres.